# 튀르키예의 북동시리아 침공
튀르키예의 북동시리아 침공은 평화의 샘 작전(튀르키예어: Barış Pınarı Harekâtı)이라는 암호명으로 진행 중인 군사작전으로, 로자바 북부에서 튀르키예 및 시리아 국민군과 시리아 민주군 및 시리아 국민군이 맞서 싸우고 있다. 2019년 10월 6일 트럼프 행정부가 쿠르드 동맹군을 지원하던 곳인 북동시리아에서 미군을 철수시키라고 명령했다. 군사 작전은 3일 후인 10월 9일 튀르키예 공군이 튀르키예와 시리아의 국경에 공습을 가하면서 시작되었다. 분쟁이 시작된 이후 130,000명의 사람들이 이산했고, 몇몇 시민들이 사망하기도 했다.
튀르키예 대통령 레제프 타이이프 에르도안에 따르면, 쿠르드 노동자당과 연관이 있는 시리아 민주군을 테러 단체로 보고 이를 격퇴하기 위해 작전을 펼쳤지만, 미국과 그 동맹국은 시리아 민주군을 ISIL에 맞서 싸우는 동맹으로 고려하고 있었기 때문에 북부 시리아에는 안전지대가 설치되었고, 360만 명의 시리아 난민 중 일부가 이곳에 재정착할 예정이었다. 예정된 정착 지역은 쿠르드족이 다수 거주하고 있었고, 이로 인해 재정착 계획은 급격한 주민 변화를 유도한다고 비판을 받았다. 이러한 비판은 튀르키예 정부가 부인했고, 튀르키예 정부는 시리아 민주군에 의해 바뀐 구성을 돌려놓는 것이 목적이라고 밝혔다.
시리아 민주군 측의 자료에 따르면 공세 동안 튀르키예군이 아인 이사 감옥 일대를 폭격하면서 750명의 ISIL 연계자들이 탈출할 수 있게 되었다.이와는 반대로, 튀르키예 측 자료에서는 시리아 민주군이 텔아브야드 감옥에 있는 ISIL 수감자를 석방시켰다고 주장한다. 미국 대통령 도널드 트럼프는 튀르키예 측의 주장을 지지했지만, 미국 상원의원들은 튀르키예 지원 자유 시리아군이 수감자들을 석방시켰다고 말하며 트럼프 대통령의 입장에 반대했다.
유럽 연합, 아랍 연맹, 이란, 이스라엘, 인도, 영국, 아르메니아 등 여러 국가가 튀르키예의 공세를 아랍 국가와 그 주권에 대한 공격이자 "잠재적으로 심각한" 인도주의적 결과를 초래할 수 있는 행동으로 보고 터키를 비난했다. 여러 유럽 연합 회원국들은 튀르키예에 대해 무기 제재를 가했고, 유럽 연합 각국은 튀르키예에 무기를 판매하는 것을 금지하기로 합의했다. 한편 미국은 시리아의 공세에 대응해 강력한 제재 조치를 취했다. 도널드 트럼프는 경제 제재의 수위를 높이겠다는 의도를 밝혔다.

## 여파

### 지정학 변화
튀르키예의 공세에 대응해, 러시아가 다마스쿠스의 시리아 정부와 쿠르드군 사이의 협상을 개시했다. 시리아 쿠르드족 총사령관인 마즈룸 아브디는 블라디미르 푸틴과 바샤르 알아사드와 협력할 준비가 되어 있다고 선언하며, 다음과 같이 말했다. "우리는 모스크바와 바샤르 알아사드와 함께 일한다면, 그들과 고통스러운 협정을 맺어야 함을 알고 있습니다. 하지만 우리가 협정과 우리 민족의 학살 사이에서 선택해야 한다면, 우리는 우리 민족의 삶을 무조건 선택할 것입니다." 합의의 세부사항은 알려지지 않았지만, 시리아 민주군이 시리아군에 통합되고, 북동시리아는 시리아 정부의 직접적인 통치에 놓일 것이라는 견해가 나왔다. 시리아 쿠르드 정부에 따르면, 시리아 정부가 몇몇 국경 지역의 보안을 인수하는 것이 합의되었지만, 쿠르드의 자치 행정부는 그대로 유지될 것이라고 밝혔다.
쿠르드 자치가 심각하게 줄어들 것이라고 보는 사람들이 많았는데, 이는 쿠르드족이 미군의 철수로 인해 촉발된 튀르키예의 공세를 막아내야 했고, 터키와 수니파 반군 민병대에 적대적인 아사드 휘하의 시리아 정부군이 쿠르드족의 도움 요청 이후 북동시리아에 거점을 다시 마련했기 때문이다. 미국과 현재 상황에 관하여, 마즈룸 아브디는 "우리는 현재의 위기에 실망하고 좌절했습니다. 우리 민족은 공격 당하고 있고, 우리의 안전은 우리의 주요한 걱정이 되었습니다. 두 가지 질문이 남습니다. 우리는 우리의 사람을 지키는 데 어떻게 최선을 다할까? 그리고 미국은 여전히 우리의 동맹국인가?"라고 말했다.
10월 15일, 러시아 국방부 장관이 발표한대로, 러시아군이 튀르키예군과 시리아군 사이의 접촉 노선을 따라 지역을 순찰하기 시작했고, 갑작스런 미군 철수로부터 생긴 안보의 공백을 러시아가 채우고 있음을 알 수 있다. 비디오는 러시아 병사들과 기자들이 미군이 버리고 간 기지를 관광하는 것을 보여준다.러시아의 시리아 특수 사절단인 알렉산드르 라브렌티예프는 터키의 시리아 공세를 받아들일 수 없다고 경고하며, 터키군과 시리아군 사이의 분쟁을 막으려고 함을 언급했다.
몇몇 미군 법조계는 쿠르드 동맹군을 버린 것을 비판하며 쿠르드족이 미국과의 신뢰를 약화시키고, 시리아 아사드 정권과 러시아, 이란에게 이익을 가져다줄 것이라고 보았다. 한편, 모스크바의 몇몇 관측에 따르면, 상황은 러시아의 즉각적인 이익이 되지 못하며, 러시아가 지원하는 시리아 정부와 튀르키예의 시리아 개입이 충돌함에 따라 시리아에서 미국이 철수한 이후 러시아가 중재자의 역할을 맡을 기회는 줄 수 있다고 보았다. 미국이 철수한 이래로, 러시아는 중동의 필수적인 브로커라는 지위를 굳히고 있다고 논평자가 말했다.
시리아에서의 상황으로 인해 튀르키예와 북대서양 조약 기구 회원국 사이의 분립의 조짐이 보였고, NATO가 상황을 효율적으로 조정할 능력이 없고, 튀르키예 정부는 NATO가 영향력을 행사할 수 없음을 인지하고 있다고 비쳤다. 더욱이 미국 대통령 트럼프와 미군, 그리고 미국 정치가들은 튀르키예의 NATO 가입이 미국이 튀르키예와 시리아 쿠르드군 사이의 분쟁에 개입할 수 없는 주요한 이유라고 언급하기도 했다.

## 같이 보기
- 시리아 북부 완충 지대